# Potez XX
Le Potez XX est un projet de biplan quadrimoteur de transport français conçu en 1923.

## Historique
Le Potez XX  est un projet de la société des Aéroplanes Henry Potez envisagé en 1923. 

Il s'agit d'un développement du Potez XIX Bn 2 en version quadrimoteur. Cette proposition commerciale n'a pas de suite.

## Caractéristiques
- Les caractéristiques prévues sont comparables au Potez XIX, à l'exception du nombre de moteurs (4), dont le type aurait été un Hispano-Suiza 8 Fb de 300 ch ou un Lorraine-Dietrich 8 Bd de 270 ch.